# 阿爾塞市

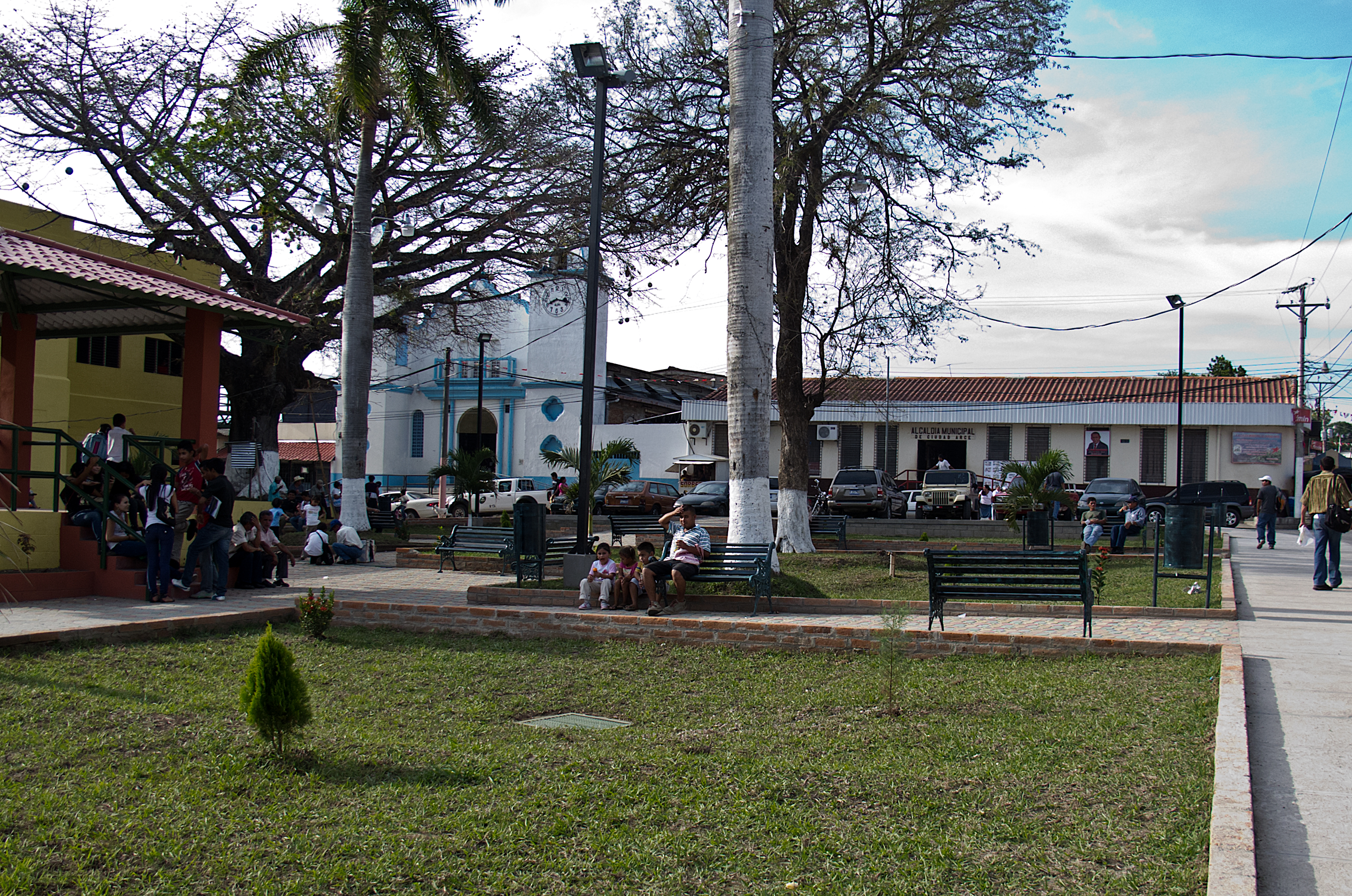

阿爾塞市（西班牙語：Ciudad Arce），是薩爾瓦多的城鎮，位於該國中西部，由拉利伯塔德省負責管轄，面積86.76平方公里，海拔高度552米，2007年人口60,314，人口密度每平方公里695.18人。
13°50′N 89°26′W / 13.833°N 89.433°W